# Alberto Ilić
Alberto Ilić (Alberto Illich, Albert Illich) (Split, 13. travnja 1865. – Beč, 23. ožujka 1894.), hrvatski liječnik, kirurg

## Životopis
Rođen u Splitu. Sin liječnika Petra. Gimnaziju završio 1882. u Splitu, a studij medicine 1889. u Beču. Od 1890. godine radi kao kirurg u Beču u više klinika. Autor jednog od temeljnih djela o aktinomikozi (Beitrag zur Klinik der Aktinomykose. Beč 1892. godine). Ilićeva je knjiga bila literatura i za priručnike torakalne kirurgije više od 60 godina poslije.
Opus mu sadrži i radove iz ginekološke patologije. Umro je mlad. Pri obdukciji se zarazio i umro od posljedica sepse.

## Vanjske poveznice
- Digitalizirano izdanje  Beitrag zur Klinik der Aktinomykose , Wien, Verlag von Josef Šafář, 1892, zbirka Americana